# Syzygium neurocalyx
Syzygium neurocalyx là một loài thực vật có hoa trong Họ Đào kim nương. Loài này được (A.Gray) Christoph. miêu tả khoa học đầu tiên năm 1938.